# Научно-исследовательский институт «Феррит-Домен»
Открытое акционерное общество «НИИ „Феррит-Домен“» — российское предприятие, разрабатывающее и производящее микроволновые материалы и приборы для систем связи, радиолокации, объектов вооружения и авиационно-космического назначения, ускорительной техники и промышленных систем сушки, нагрева и дистанционного измерения различных параметров производственных процессов.
Является основным российским производителем высокопроницаемых ферритов, ферритов для силовых цепей, экранирующих ферритов и поглотителей электромагнитных волн, а также высокоиндукционных магнитодиэлектриков на основе порошкового молибденового пермаллоя, находящих все большее применение в трансформаторах, фильтрах и дросселях вторичных источников питания особо ответственной аппаратуры..
Входит в состав холдинговой компании «Росэлектроника» Государственной корпорации «Ростех».
Из-за вторжения России на Украину предприятие находится под санкциями всех стран Евросоюза, США, Канады, Японии, Украины и Швейцарии.

## Продукция

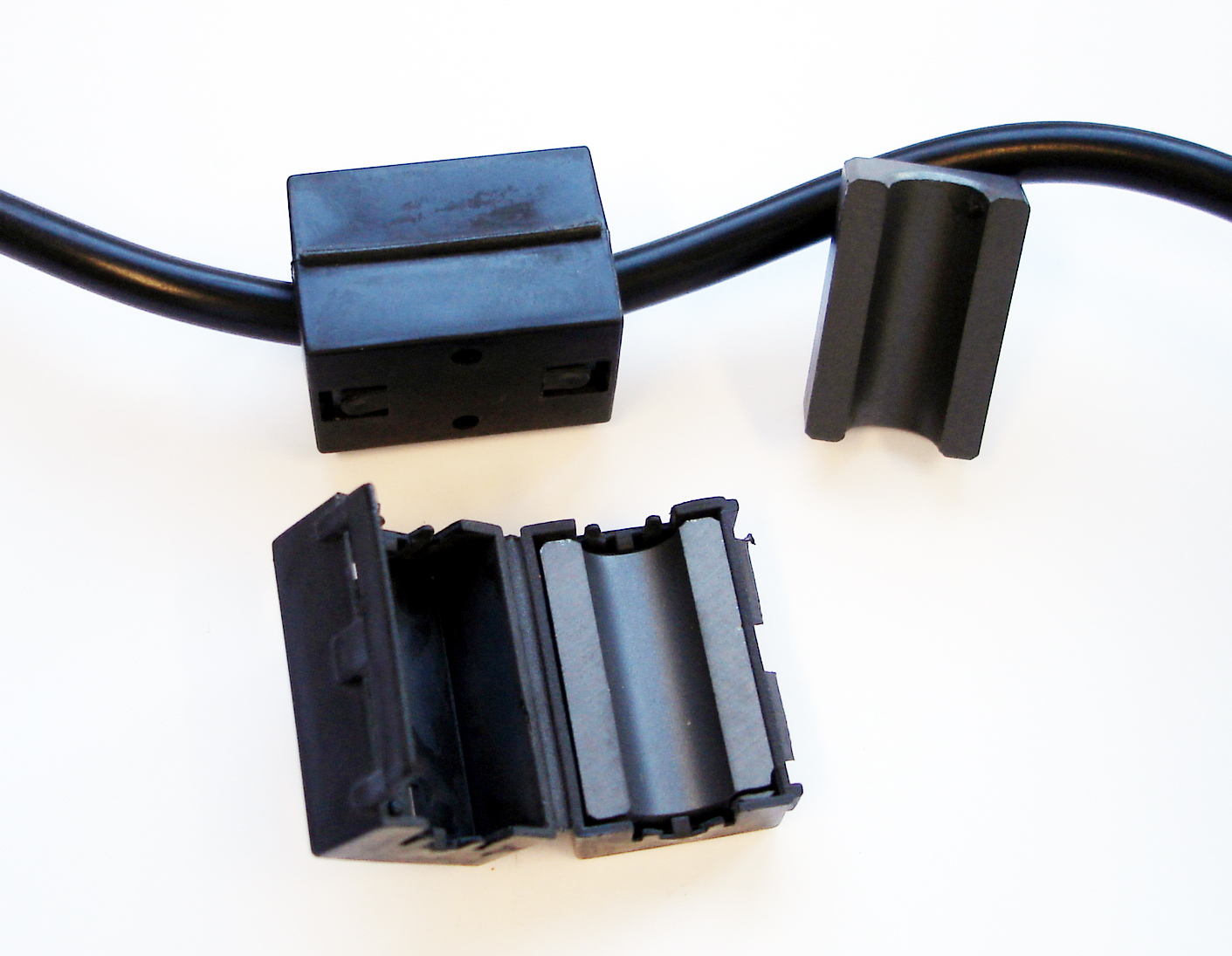
Ферритовый сердечник дросселя

НИИ «Феррит-Домен» производит более 50 марок феррогранатов, феррошпинелей, гексаферритов и микроволновых керамических диэлектриков. Предприятие также производит микроволновые приборы на коаксиальном волноводе. Это вентили, циркуляторы, переключатели, работающие в диапазонах от 30 МГц до 170 ГГц. Уровень средней рабочей мощности коаксиальных приборов — до 150 кВт, импульсной — до 1 МВт.
Минимальный достигнутый уровень прямых потерь на коаксиальных вентилях и циркуляторах — 0,1 дБ. На микрополосковой линии реализованы приборы в диапазоне частот от 200 МГц до 100 ГГц с рабочей полосой частот до 66 % и прямыми потерями от 0,3 дБ, работающие со средней мощностью до 100 Вт и импульсной — до 2 кВт.
Специалистами НИИ «Феррит-Домен» созданы высокоэффективные широкодиапазонные маскировочные радиопоглощающие покрытия на основе наноструктурированных плёнок. Такие покрытия за счёт применения наноструктурированной плёнки толщиной 4 микрона обеспечивают снижение радиолокационной заметности объектов наземной техники в радиочастотном и инфракрасном диапазонах длин волн в 10 раз.

## Награды
В 1981 году предприятие награждено орденом Трудового Красного Знамени. Ведущий специалист предприятия, Владимир Александрович Корытов, награждён почётным званием «Ведущий машиностроитель РФ».